# 犯罪機会論
犯罪機会論（はんざいきかいろん、英: Crime Opportunity Theory）とは、犯罪の機会を与えないことによって犯罪を未然に防止しようとする考え。犯罪者の人格や境遇に犯罪の原因を求め、それを取り除くことによって犯罪を防止しようとする犯罪原因論（英: Crime Causation Theory）と、犯罪学の車の両輪を構成する。
なお、日本では、環境犯罪学と呼ばれることも多いが、ブランティンガム夫妻の書籍『環境犯罪学』を意味することを回避するため、また実際に犯罪機会論は、上記書籍よりも広い範囲を射程に入れているので、現在では、環境犯罪学と呼ぶ研究者は多くはなく、環境犯罪学は、犯罪機会論の一部と位置づけられている。また、日本では、環境犯罪と言えば、公害や不法投棄などを指すのが一般的なので（例えば、「環境犯罪」警視庁サイト）、環境犯罪学という用法は誤解を生みやすい。

## 特徴
犯罪者が抱える原因を取り除こうとする犯罪原因論は「攻め」の犯罪学で、被害に遭いにくい環境を作ろうとする犯罪機会論は「守り」の犯罪学である。
人の性格や境遇は千差万別なので、犯罪の動機や原因も人それぞれである。そのため、原因除去のための治療法や支援策が、犯罪者のニーズにぴったり合えばいいが、ミスマッチの可能性は高い。
これに対して、犯罪の機会は環境を改善すればするほど減っていく。つまり、努力に比例して確実に犯罪を減らせる。同じ努力をするなら、その成果が出る確率の高い「守り」に傾注すべきというのが、犯罪機会論の立場である。

## 萌芽
犯罪機会論は、様々な名前で呼ばれている個別の理論の総称である。それらは、ミクロかマクロか、ハードかソフトかという点で、力点の置き方が異なるものの、いずれも、犯罪が起こる確率の高い状況あるいは場所の条件を解明しようとするものである。
「犯罪の機会」の重要性を最初に指摘したのは、フランスのアンドレ・ゲリーとベルギーのアドルフ・ケトレーである。2人は、1820年代後半から30年代前半にかけて、それぞれ別々に犯罪統計を分析し、窃盗の発生率は貧困地域よりも富裕地域の方が高いという、それまでの常識とは異なる事実を発見した。そしてその理由として、富裕地域における窃盗の機会の多さを挙げた。
しかし、こうした生態学的アプローチを引き継いだはずの「シカゴ学派」のクリフォード・ショウとヘンリー・マッケイは、20世紀前半、ゲリーとケトレーが分析の対象にした「犯罪」の発生率を、「犯罪者」の居住率に置き換えてしまった。これでは、犯罪機会論というよりも、むしろ犯罪原因論に近いアプローチになってしまう。そのため、犯罪機会論が表舞台に復帰するには、アメリカの著述家・運動家ジェイン・ジェイコブズの登場を待たなければならなかった。

## 防犯環境設計
ジェイコブズは、1961年に『アメリカ大都市の死と生』を著し、当時の都市開発の常識であった「住宅の高層化」に異議を唱えた。彼女は、都市の安全を守るのは「街路への視線」であり、高層住宅という機械仕掛けの都市は犯罪を誘発すると警鐘を鳴らした。その予見通り、「住宅の高層化」の象徴であったセントルイスのプルーイット・アイゴー団地は犯罪の巣と化し、爆破解体されてしまった。
その惨状を目撃した建築家オスカー・ニューマンは、ニューヨーク大学に移った後、1972年に『防御可能な空間―防犯都市設計』を著す。ジェイコブズが都市景観の中に見出した防犯の要素は、ニューマンによって防犯建築の手法へと具体化されたわけである。この「防御可能な空間」の理論からスピンオフしたのが、「防犯環境設計」の理論である。

## 状況的犯罪予防
アメリカで防犯環境設計が産声を上げたころ、イギリスでも犯罪機会論が芽を吹いた。その中心にいたのが、内務省の研究官ロナルド・クラークである。クラークらの研究は、1976年に内務省の報告書『機会としての犯罪』として実を結んだ。これが「状況的犯罪予防」の発端と言われている。この基礎は、アメリカのノーベル賞経済学者ゲーリー・ベッカーらの「合理的選択理論」（Rational Choice Theory）である。
「犯行による利益と損失を計算し、その結果に基づいて合理的に選んだ選択肢が犯罪」という視点から、クラークらは、犯行のコストやリスクを高めたり、犯行のメリットを少なくしたりする方策の体系化に取り組み、その成果として、1980年に内務省の報告書『デザインによる防犯』を出版した。

## 日常活動理論
1979年には、ラトガース大学のマーカス・フェルソンを主唱者とする「日常活動理論」が登場した。そこでは、犯罪は①犯罪の動機を抱えた人、②格好の犯行対象、③有能な守り手の不在、という3つの要素が同時に重なる場所で発生するので、日常生活における合法的な活動の変化が犯罪発生率を変化させる、と説明している。
この日常活動理論は、その後シンシナティ大学のジョン・エックによって、対策に応用しやすい「犯罪トライアングル」へと進化した。それによると、内側の三角形は犯罪を発生させる要素を示し、①犯罪者、②被害者、③場所という3辺から成る。一方、外側の三角形は犯罪を抑制する要素を示し、①犯罪者の監督者（親や教師など）、②被害者の監視者（同僚や警察官など）、③場所の管理者（店主や地主など）という3辺で構成される。

## 犯罪パターン理論
日常活動理論が主張するように、人々の合法的な活動が犯罪の発生と密接に関係しているとすれば、潜在的な犯罪者の合法的な活動それ自体も、犯罪の発生に影響を及ぼしていることになる。そこに注目したのが、サイモン・フレーザー大学のパトリシアとポールのブランティンガム夫妻である。
ブランティンガム夫妻は、1981年に「犯罪パターン理論」を提唱し、①自宅、職場（または学校）、商店街・歓楽街という3つの日常活動の起終点、②これら3つの活動拠点を結ぶ3つの経路、③活動拠点や経路が互いに隣接する境界が、潜在的犯罪者にとっての「狩り場」になると主張した。

## 割れ窓理論
1982年には、ラトガース大学のジョージ・ケリングが「割れ窓理論」を発表した。ここで言う「割れた窓ガラス」とは、管理が行き届いてなく、秩序感が薄い場所の象徴である。秩序の乱れという「小さな悪」が放置されていると、一方では人々が罪悪感を抱きにくくなり、他方では不安の増大から街頭での人々の活動が衰え、「小さな悪」がはびこるようになる。そうなると、犯罪が成功しそうな雰囲気が醸し出され、凶悪犯罪という「大きな悪」が生まれてしまうというわけだ。
ケリングは、かつて自身が訪問した日本の交番が、割れ窓理論のアイデアに結びついたと述べている。確かに交番の役割は、犯人の逮捕（犯罪原因論）というよりもむしろ地域の支援（犯罪機会論）である。
しかし、割れ窓理論に対しては批判もある。もっとも、そのほとんどは誤解に基づいている。例えば、割れ窓理論は軽微な秩序違反行為を容赦なく取り締まるゼロ・トレランス（不寛容）型の警察活動を推進するので、エスニック・マイノリティー（民族的少数派）を過剰に取り締まる人種差別的な治安維持に結びつくとする主張がある。しかしケリングも、そして割れ窓理論を実践した元ニューヨーク市警本部長ウィリアム・ブラットンも、割れ窓理論とゼロ・トレランスとは別物であると明言している。彼らによると、割れ窓理論における警察の役割はコミュニティ支援だという。

## 地域安全マップ
日本では、防犯が犯罪原因論の呪縛に捕らわれているため、「犯人と対決する」というマンツーマン・ディフェンスが主流だが、真の防犯は、「犯人との対決を回避する」というリスク・マネジメントである。
リスク・マネジメントでは、景色を見て、その場所が、犯罪者が犯行に及ぶ可能性が高い場所かどうかを判断することが必要である。それは、犯罪機会論が指摘するように、領域性が低い場所と監視性が低い場所である。この2つの基準を、「入りやすい場所」と「見えにくい場所」というように、子どもでも分かる言葉で表して、その識別能力、つまり、「景色解読力」を伸ばすのが「地域安全マップ」である。

## ホットスポット・パトロール
犯罪機会論をパトロールに応用したのが、「ホットスポット・パトロール」である。日本では、パトロールと言えば、ルートを固定しない「ランダム・パトロール」を指すのが一般的であるが、パトロールの本場アメリカでは、ランダム・パトロールには防犯効果がないことが、多数の実験によって証明されている。
そこで、ランダム・パトロールに代わって登場したのが、犯罪が起こる確率の高い地点を重点的に回るホットスポット・パトロールである。ホットスポットでは、しばらくとどまり、犯罪者にプレッシャーをかけるのが良いという。道路上で偶然会うのとは異なり、パトロール隊がホットスポットに立ち寄れば、これから行おうとしている犯罪を、パトロール隊が事前に知っているかのように、犯罪者に感じさせることができる。犯罪者はショックを受け、犯行をあきらめざるを得なくなるというわけだ。